# 津村秀松
津村 秀松（つむら ひでまつ、1876年6月14日 - 1939年12月23日）は日本の経済学者、実業家。神戸高等商業学校（現・神戸大学）教授、大阪鐵工所（現・日立造船）取締役会長等を歴任した。

## 経歴
1876年、和歌山県日高郡御坊村（現・御坊市）生まれ。旧制和歌山県立和歌山中学校（現・和歌山県立桐蔭高等学校）を経て、1899年東京高等商業学校 (現・一橋大学）専攻部を卒業。東京高等商業学校校長だった小山健三の娘と結婚した。
1900年から1903年まで欧米に留学し、留学中に石川巌・石川文吾・神田乃武・瀧本美夫・志田鉀太郎・福田徳三・関一とともに「商業大学の必要」を建議し、東京高商の大学昇格運動を始めた。帰国後、神戸高等商業学校教授に就任。1915年、法学博士号を取得した。
その後久原財閥の久原本店理事に就任し、飯島幡司教授を久原商事に入社させた。1926年から大阪鐵工所（現・日立造船）取締役会長を務め、専務の飯島とともに再建にあたり、1932年にともに退任した。このほかに久原合名理事、久原商事専務、日本汽船専務、昭和商事部常務、日本産業取締役、日高銀行監査役、久原用地部監査役、海洋社監査役、日本共同汽船取締役を兼務した。

## 家族・親族
- 子：津村秀夫は映画評論家。
- 子：津村信夫は詩人。
- 孫：津村鷹志は俳優。
- 岳父：小山健三は官僚、教育者、実業家。